# Ignaz Bendl
Ignaz Bendl (ou Ignác Bendl, ou Ignaz-Johann Bendl ; ? - vers 1730) est un peintre, sculpteur, médailleur et graveur d'ivoire et d'estampes bohème, qui a travaillé principalement à Vienne et à Brno.

## Biographie
On ne sait presque rien de sa vie, ni sa date et son lieu de naissance ni de mort. Selon le Grove Dictionary of Art, il est né, peut-être en tant que fils de Johann-Georg Bendl, à Pfarrkirchen. Il y a deux villes appelées Pfarrkirchen en Haute-Autriche, donc il est impossible de dire de laquelle il s'agit. Il est mort vers 1730, mais le lieu est inconnu.

## Œuvres
- Douze reliefs en ivoire (un seul signé par lui) de dieux et héros classiques (1684)
- Douze médaillons en relief à tête de sybille. Les reliefs et les médaillons sont exposés au Kunsthistorisches Museum  de Vienne.
- Le retable Franz von Paula ; Paulanerkirche, Vienne
- Médaillon en ivoire Arc de triomphe conçu pour le couronnement de l'empereur Joseph II ; Victoria and Albert Museum, Londres (1690)
- Il a fait le groupe sculptural de figures mythologiques (Neptune, Vulcain, Cérès et Mercure) pour une fontaine, suivant le style du Bernin en 1693-1694. Ils ont ensuite été transférés au milieu de la cour épiscopale du musée morave de Brno, depuis la place de la Liberté en 1858. Ignaz Bendl a également réalisé une gravure de cette fontaine.
- Il a également réalisé une gravure (1697) de la fontaine du Parnasse sur le marché de Zelný, Brno. Il s'agit d'une fontaine baroque décorée de nombreuses figures allégoriques, d'animaux et de dragons d'après une conception réalisée par Johann Bernhard Fischer von Erlach.
- Ses œuvres les plus connues sont les six bas-reliefs de la colonne baroque de la peste sur le Graben à Vienne.
- Un certain nombre de gravures de dessins pour les ornements de plafond (1699)
- Gravures de thèmes religieux et mythologiques : Scènes de légendes anciennes (1700)
- Plaques de design d'arts appliqués dans un proto- rococo style (maintenant au Museum für angewandte Kunst (Vienne)).